# Ivar Svendsen
Ivar Svendsen, född 4 november 1929, död 9 oktober 2015, var en norsk skådespelare.
Svendsen debuterade 1950 som huvudrollsinnehavare i Tancred Ibsens To mistenkelige personer. Klipp från denna film användes 1955 i filmen Polisen efterlyser. År 1960 spelade Svendsen huvudrollen som Per i Arne Skouens Omringad.

## Filmografi
- 1950 – To mistenkelige personer – Gustav
- 1955 – Polisen efterlyser – Gunnar Holm
- 1960 – Omringad – Per